# Dvoliskovice
Dvoliskovice (lat. Zygophyllaceae), biljna porodica iz reda Zygophyllales, koja dobiva ime po rodu Zygophyllum. Naziv dvoliskovice dolazi po perastiim listovima, s trajnim palistićima u paru, koji se često preobraze u trnove.
Cvijet je dvospolan, jednostrano (aktinomorfan) ili dvostrano simetričan (zigomorfan). Rastu po suhim (aridnim) i polusuhim krajevima Afrike, Azije i Australije. Drvo je cijenjeno za građu, a daju i smole i sirovine za boju. 
Porodici pripada 22 roda:

## Opis
Zygophyllaceae, ili porodica dvoliskovica, labavo je povezana skupina od 22 roda i 285 vrsta koje uglavnom rastu u pustinjskim ili slanim sredinama umjerenih i tropskih regija. Većina pripadnika su grmovi do malih stabala, često smolasti, s nasuprotnim ili spiralno raspoređenim listovima. Petodijelni cvjetovi obično imaju 10 prašnika, svaki sa žlijezdom, i dobro razvijen nektarijski disk. Plodovi su obično kapsule ili šizokarpi.
Zygophyllum (oko 100 vrsta), najveći rod u porodici, nalazi se od sjeverne i južne Afrike do središnje Azije, Indije i Australije. Larrea tridentata (grm kreozota), iz roda Larrea (pet vrsta), dominira velikim dijelom pustinja jugozapadne Sjeverne Amerike. Druge vrste iz roda nalaze se u sušnim područjima Argentine. Fagonia (30-40 vrsta) je široko rasprostranjena, javlja se u toplim pustinjama Sjeverne i Južne Amerike, Kanarskih otoka, mediteranske regije, jugozapadne Afrike i jugozapadne Azije do sjeverozapadne Indije. Balaniti (25 vrsta) nalaze se od tropske Afrike do Mjanmara (Burma); u Africi neprobavljeno sjeme Balanites wilsoniana raspršuju slonovi u svom izmetu.
Unutar porodice Zygophyllaceae postoji nekoliko vrijednih drveća Novog svijeta. Najpoznatiji od njih je Guaiacum officinale (“lignum vitae”, Guaiacum), neotropsko drvo s vrlo tvrdim, gustim i izdržljivim drvetom. Koristi se za izradu čahura za brodske vijke i za batove. Drvo sadrži “guma guaiac”, smolu koja se koristi u medicini od 15. stoljeća kao specifičan, ali neučinkovit lijek za sifilis. Ipak, guaiac test se još uvijek koristi za otkrivanje krvi u izmetu. Drvo Guaiacum sanctum (holywood, poznato i kao “lignum vitae”), sa sjevernih Kariba i Srednje Amerike, koristi se za izradu malih predmeta koji zahtijevaju težinu, tvrdoću i snagu. Bulnesia arborea (verawood, ili “marakaibski lignum vitae”) koristi se u istu svrhu u Kolumbiji i Venezueli. Drvo B. sarmientoi (“paragvajski lignum vitae”) izvor je ulja gvajak drva, koje ima miris poput ruže i koristi se u sapunima i parfemima.
Nekoliko vrsta Zygophyllaceae je jestivo. Plodovi nekoliko afričkih vrsta Balanita ponekad se jedu, a njihove sjemenke daju ulja koja se koriste u kuhanju ili proizvodnji sapuna. Ukiseljeni pupoljci sjevernoafričkog Zygophyllum fabago (kapar) koriste se kao zamjena za kapare. Neke vrste drugih rodova su zakorovljene, ali najpogubnija od njih je Tribulus terrestris (bodljikava loza zemaljski babin zub). Ovaj porijeklom iz mediteranske regije raširen je u sva suša topla područja svijeta. Ima tvrde plodove s oštrim bodljama koje se lako pričvršćuju za gume automobila i aviona te za noge životinja koje pasu. Bodlje mogu ozlijediti životinju izvana ako ih se dotakne ili iznutra ako se pojedu. Stoka koja jede biljku može postati vrlo osjetljiva na svjetlost; gutanje plodova može uzrokovati smrt kod ovih životinja.
Kod Kallstroemije latice i prašnici se vodoravno šire iz tučka kad se cvijet ujutro otvori. Stigma je prijemljiva za pelud koju nose kukci (pčele, ose, leptiri i muhe) koji posjećuju otvoreni cvijet radi njegovog nektara. Do ranog poslijepodneva cvjetovi se počnu zatvarati, a latice i prašnici se savijaju prema gore, uzrokujući stiskanje prašnika, a ono što još može sadržavati pelud stavlja se na stigmu, što dovodi do samooprašivanja. Ovo je izvanredan primjer u kojem je stvaranje sjemena osigurano samooprašivanjem ako je potrebno, ali se prvo pokušava unakrsno oprašivanje. Ovo je važna prilagodba u rodu biljaka koje rastu u sušnim područjima gdje njihovi oprašivači možda nisu prisutni ili ih nema u izobilju.

## Potporodice i rodovi
- Larreoideae Sheahan & M.W.Chase
  - Bulnesia Gay  (5 spp.)
  - Guaiacum Plum. ex L. (5 spp.)
  - Larrea Cav. (5 spp.)
  - Metharme Phil. ex Engl. (1 sp.)
  - Pintoa Gay (1 sp.)
  - Plectrocarpa Gillies ex Hook. & Arn. (2 spp.)
  - Porlieria Ruiz & Pav. (5 spp.)
  - Gonopterodendron (Griseb.) Godoy-Bürki (4 spp.)
- Morkillioideae Thorne & Reveal
  - Morkillia Rose & J.H.Painter (2 spp.)
  - Sericodes A.Gray (1 sp.)
  - Viscainoa Greene (1 sp.)
- Seetzenioideae Sheahan & M.W.Chase
  - Seetzenia R.Br. (1 sp.)
- Tribuloideae D.M.Porter ex Reveal
  - Balanites Delile (8 spp.)
  - Kallstroemia Scop. (19 spp.)
  - Kelleronia Schinz (3 spp.)
  - Neoluederitzia Schinz (1 sp.)
  - Sisyndite E.Mey. ex Sond. (1 sp.)
  - Tribulopis R.Br. (7 spp.)
  - Tribulus L. (29 spp.)
- Zygophylloideae Arn.
- Melocarpum (Engl.) Beier & Thulin (2 spp.)
- Fagonia L. (36 spp.)
- Augea Thunb. (1 sp.)
- Tetraena Maxim. (36 spp.)
- Zygophyllum L. (45 spp.)
- Miltianthus Bunge (1 sp.)
- Roepera A.Juss. (60 spp.)